# Grammosolen
Grammosolen, biljni rod iz porodice pomoćnica smješten u tribus Anthocercideae. Sastoji se od 4 vrste grmova iz Zapadne i Južne Australije.
Rod je opisan u Telopea 2: 178. 1981.

## Vrste
1. Grammosolen archeri Haegi
2. Grammosolen dixonii (F.Muell. & Tate) Haegi
3. Grammosolen odgersii (F.Muell.) Haegi
4. Grammosolen truncatus (Ising) Haegi